# Andrzej Ferenc
Andrzej Ferenc (ur. 25 kwietnia 1959 w Tłuszczu) – polski aktor, lektor, reżyser i wykładowca akademicki.

## Działalność
W 1982 ukończył studia na PWST w Warszawie. 30 grudnia 1982 zadebiutował w teatrze. Był aktorem Teatru Rozmaitości, gdzie zagrał m.in. Koseckiego w „Popiele i diamencie”, rolę Chłopca z Deszczu w „Dwóch teatrach”, Małego Księcia według Saint-Exupery’ego, von Kostryna w „Balladynie” i Romea w „Romeo i Julii”. Następnie pracował w Teatrze Dramatycznym, gdzie m.in. wyreżyserował wspólnie z Andrzejem Blumenfeldem „Zatrutą studnię” według Jacka Kaczmarskiego. W jednym z przedstawień wystąpił sam autor. Występował także w Operze Narodowej w przedstawieniu „Kynolog w rozterce” oraz „Kolonia karna” według Franza Kafki. Na scenie Teatru Współczesnego w Warszawie grał m.in. w „Wizycie starszej pani”, we „Wniebowstąpieniu” według Tadeusza Konwickiego oraz w „Martwych duszach” Nikołaja Gogola w roli Adwokata.
Ważniejsze filmy: „Lawa” reż. Tadeusz Konwicki, „Kornblumenblau” reż. Leszek Wosiewicz, „Pokój z krzykiem” reż. Janos Xantus (Węgry), oraz „Sceny dziecięce z życia prowincji” reż. Tomasz Zygadło.
Związany z Polskim Radiem, zagrał w ponad tysiącu słuchowisk. Nagrodzony w 2010 r. Złotym Mikrofonem, w 2014 r. nagrodą za reżyserię słuchowiska „Cyjanek o piątej” i w 2016 r. nagrodą Wielki Splendor Teatru Polskiego Radia.
W latach 1997–2024 był lektorem programowym w telewizji TVN.
Od 2011 r. jest wykładowcą aktorstwa w Akademii Muzycznej w Łodzi, a od 2016 r. twórcą oraz dyrektorem artystycznym Teatru Scena w Domu Literatury w Warszawie.

## Teatr
- Teatr Rozmaitości w Warszawie: 1982–1990

## Jako lektor lub narrator
- 2011: Listy do M. – lektor
- 2010: Prymas w Komańczy Scena Faktu – lektor
- 2007: Victoria Cezary Harasimowicz – lektor
- 2004: Paweł Huelle – metafizyka pamięci – lektor
- 2003: Planeta śmieci – lektor
- 1999: … powinniście być wdzięczni Stalinowi – narrator
- 1999: Henio – lektor (wstęp)
- 1997–2024: lektor programowy TVN
- 1997: Pułkownik Kukliński – lektor
- 1997: List z Argentyny – lektor
- 1995: Studium malarza S. – lektor
- 1992: Polska Kronika Filmowa – lektor
- 1984: Wezwanie – wykonanie poezji

## Polski dubbing
- 2009: Tajemnica Rajskiego Wzgórza – Beniamin
- 2009: Buzz! Polskie łamigłówki – Czytający pytania
- 2007: Ratatuj – Talon
- 2006: Świat małej księżniczki
- 2001: Odjazdowe zoo – narrator
- 2000: Chris Colorado – Christopher ’Chris’ Colorado Krantz
- 2000: Ratunku, jestem rybką! – Tata
- 1999: Mickey: Bajkowe święta
- 1998: Teknoman – Darkon, wódz Wenomoidów
- 1998: Magiczny miecz – Legenda Camelotu – Lionel
- 1998: Batman i Mr. Freeze: Subzero – Batman / Bruce Wayne
- 1997: Batman i Robin – Batman / Bruce Wayne
- 1997: Batman i Superman – Batman / Bruce Wayne
- 1996: Laboratorium Dextera – Chluba Narodu (1 i 2 seria)
- 1995–1998: Gęsia skórka – Iluzjonista
- 1994–1998: Spider-Man –
  - Matt Murdock/Daredevil,
  - Gambit,
  - doktor Strange
- 1994: Maska – Porucznik Kellaway
- 1994: Strażnik pierwszej damy
- 1994: Patrol Jin Jina – narrator
- 1992–1997: X-Men –
  - Gambit,
  - Bobby Drake / Iceman,
  - Młody Cain Marko
- 1991: Rover Dangerfield –
  - Lem,
  - Clem
- 1990–1998: Świat Bobbiego – Howard Generic
- 1987–1990: Kacze opowieści (stara wersja dubbingu) – Kit Wciskacz (11)
- 1981–1982: Ulisses 31 – w roli tytułowej
- 1972–1973: Nowy Scooby Doo – Batman
- 1960–1966: Flintstonowie
- A także w ekranizacjach powieści Agathy Christie jako Arthur Hastings.

## Filmografia
- 1990: Dziewczyna z Mazur – poeta Leszek Smoleń
- 1989: Sceny nocne – „Jur”, bojownik PPS
- 1989: Opowieść o „Dziadach” Adama Mickiewicza. Lawa – Żegota
- 1988: Kornblumenblau – pielęgniarz
- 1987: Ucieczka z miejsc ukochanych – Józef Warzycki, miłość Heli
- 1987: Śmieciarz – śmieciarz „Lord”
- 1987: Dorastanie – redaktor (odc. 6)
- 1986: Sceny dziecięce z życia prowincji – brat Matyldy
- 1985: Lustro – kolega fotografujący Majkę
- 1984: Dzień czwarty – powstaniec
- 1979: Godzina „W” – kapral „Ariosto”

## Przed kamerą gościnnie
- 2009: Na Wspólnej – ojciec Artura
- 2007: Kryminalni – aktor Andrzej Bonder (odc. 75)
- 2007: Na Wspólnej – komisarz policji
- 2007: Samo życie – prezes firmy, dla której pracuje Ireneusz Skalski
- 2006: Fałszerze – powrót Sfory – napastnik pomagający odbić Starewicza (niewymieniony w napisach), (odc. 5)[2]